# Anatolische Eisenbahn
| Kopfbahnhof Streckenanfang (Strecke außer Betrieb)     | 0,0   | Istanbul Haydarpaşa                                  | Istanbul Haydarpaşa                                  |
| Abzweig ehemals geradeaus und von links                |       | Marmaray vom Bosporus-Tunnel                         | Marmaray vom Bosporus-Tunnel                         |
| Bahnhof                                                | 1,5   | Istanbul Söğütlüçeşme                                | Istanbul Söğütlüçeşme                                |
| Bahnhof                                                | 2,5   | Kızıltoprak                                          | Kızıltoprak                                          |
| Bahnhof                                                | 3,3   | Feneryolu                                            | Feneryolu                                            |
| Abzweig geradeaus und ehemals nach rechts              |       | nach Fenerbahçe Hafen                                | nach Fenerbahçe Hafen                                |
| Bahnhof                                                | 3.9   | Fenerbahçe                                           | Fenerbahçe                                           |
| Bahnhof                                                | 5,0   | Göztepe                                              | Göztepe                                              |
| Bahnhof                                                | 7,7   | Suadiye                                              | Suadiye                                              |
| Bahnhof                                                | 9,1   | Bostancı                                             | Bostancı                                             |
| Bahnhof                                                | 10,6  | Küçükyalı                                            | Küçükyalı                                            |
| Bahnhof                                                | 11,9  | İdealtepe                                            | İdealtepe                                            |
| Bahnhof                                                | 13,3  | Süreyyeplajı                                         | Süreyyeplajı                                         |
| Bahnhof                                                | 16,5  | Cevizli                                              | Cevizli                                              |
| Bahnhof                                                | 20,1  | Kartal                                               | Kartal                                               |
| Bahnhof                                                | 24,5  | Pendik                                               | Pendik                                               |
| Bahnhof                                                | 27,4  | Kaynarca                                             | Kaynarca                                             |
| Bahnhof                                                | 28,3  | Tersane                                              | Tersane                                              |
| Bahnhof                                                | 29,6  | Güzelyalı                                            | Güzelyalı                                            |
| Bahnhof                                                | 30,7  | Aydıntepe                                            | Aydıntepe                                            |
| Bahnhof                                                | 31,8  | İçme                                                 | İçme                                                 |
| Bahnhof                                                | 34,3  | Tuzla                                                | Tuzla                                                |
| Bahnhof                                                | 36,8  | Coşkunoğulları                                       | Coşkunoğulları                                       |
| Bahnhof                                                | 38,0  | Çayırova                                             | Çayırova                                             |
| Bahnhof                                                | 39,2  | Fatih                                                | Fatih                                                |
| Bahnhof                                                | 40,7  | Osmangazi                                            | Osmangazi                                            |
| Bahnhof                                                | 44,2  | Gebze                                                | Gebze                                                |
| Bahnhof                                                | 54,0  | Mualimköy                                            | Mualimköy                                            |
| Bahnhof                                                | 55,2  | Diliskelesi                                          | Diliskelesi                                          |
| Bahnhof                                                | 59,4  | Tavşancıl                                            | Tavşancıl                                            |
| Bahnhof                                                | 63,8  | Hereke                                               | Hereke                                               |
| Bahnhof                                                | 68,4  | Şirinyalı                                            | Şirinyalı                                            |
| Bahnhof                                                | 71,5  | Kirazlıyalı                                          | Kirazlıyalı                                          |
| Bahnhof                                                | 73,8  | Körfez                                               | Körfez                                               |
| Bahnhof                                                | 74,8  | Seramik                                              | Seramik                                              |
| Bahnhof                                                | 80,0  | Tütünçiftlik                                         | Tütünçiftlik                                         |
| Abzweig geradeaus und von rechts                       |       | Anschluss Derince Fährhafen                          | Anschluss Derince Fährhafen                          |
| Bahnhof                                                | 83,9  | Derince                                              | Derince                                              |
| Bahnhof                                                | 85,9  | Koruma                                               | Koruma                                               |
| Abzweig geradeaus und von rechts                       |       | Industrieanschluss                                   | Industrieanschluss                                   |
| Bahnhof                                                | 91,3  | İzmit                                                | İzmit                                                |
| Bahnhof                                                | 93    | Kırkikievler                                         | Kırkikievler                                         |
| Bahnhof                                                | 99,8  | Köseköy                                              | Köseköy                                              |
| Bahnhof                                                | 102,8 | Sarımese                                             | Sarımese                                             |
| Bahnhof                                                | 105,6 | Tepetarla                                            | Tepetarla                                            |
| Bahnhof                                                | 109,6 | Büyükderbent                                         | Büyükderbent                                         |
| Bahnhof                                                | 111.8 | Maşukiye                                             | Maşukiye                                             |
| Bahnhof                                                | 116,8 | Kurtköy                                              | Kurtköy                                              |
| Bahnhof                                                | 119,1 | Kırkpınar                                            | Kırkpınar                                            |
| Bahnhof                                                | 123,5 | Sapanca                                              | Sapanca                                              |
| Bahnhof                                                | 124,6 | Yüzevler                                             | Yüzevler                                             |
| Bahnhof                                                | 126,6 | Uzunkum                                              | Uzunkum                                              |
| Bahnhof                                                | 131,5 | Arifiye                                              | Arifiye                                              |
| Abzweig geradeaus, nach links und von links            |       | nach Adapazarı                                       | nach Adapazarı                                       |
| ehemaliger Bahnhof                                     | 137,5 | Adliye                                               | Adliye                                               |
| Bahnhof                                                | 143,5 | Doğançay                                             | Doğançay                                             |
| Bahnhof                                                | 156,0 | Alifuatpaşa                                          | Alifuatpaşa                                          |
| Bahnhof                                                | 167,7 | Pamukova                                             | Pamukova                                             |
| ehemaliger Bahnhof                                     | 175,4 | Hayrettin                                            | Hayrettin                                            |
| ehemaliger Bahnhof                                     | 181,3 | Mekece                                               | Mekece                                               |
| ehemaliger Bahnhof                                     | 188,9 | Kaplıca                                              | Kaplıca                                              |
| Bahnhof                                                | 195,4 | Osmaneli                                             | Osmaneli                                             |
| ehemaliger Bahnhof                                     | 203,7 | Sarmaşık                                             | Sarmaşık                                             |
| ehemaliger Bahnhof                                     | 210,1 | Bayırköy                                             | Bayırköy                                             |
| Bahnhof                                                | 214,1 | Vezirhan                                             | Vezirhan                                             |
| ehemaliger Bahnhof                                     | 220,9 | Pelitözü                                             | Pelitözü                                             |
| Bahnhof                                                | 231,9 | Bilecik                                              | Bilecik                                              |
| ehemaliger Bahnhof                                     | 239,7 | Yayla                                                | Yayla                                                |
| Bahnhof                                                | 248,7 | Karaköy                                              | Karaköy                                              |
| Bahnhof                                                | 256,4 | Ayvalı                                               | Ayvalı                                               |
| Bahnhof                                                | 263,3 | Bozüyük                                              | Bozüyük                                              |
| Bahnhof                                                | 280,1 | İnönü                                                | İnönü                                                |
| ehemaliger Bahnhof                                     | 289,0 | Oktubalı                                             | Oktubalı                                             |
| Bahnhof                                                | 294,4 | Çukurhisar                                           | Çukurhisar                                           |
| ehemaliger Bahnhof                                     | 298,2 | Satiliciş                                            | Satiliciş                                            |
| ehemaliger Bahnhof                                     | 303,8 | Karagözler                                           | Karagözler                                           |
| Bahnhof                                                | 312,1 | Enveriye Keilbahnhof                                 | Enveriye Keilbahnhof                                 |
|                                                        |       |                                                      |                                                      |
| Abzweig geradeaus und von rechts                       |       | nach Alayunt, Konya (Bagdadbahn), İzmir und Bandırma | nach Alayunt, Konya (Bagdadbahn), İzmir und Bandırma |
|                                                        |       |                                                      |                                                      |
| Abzweig geradeaus und von rechts                       |       | Industrieanschluss                                   | Industrieanschluss                                   |
| Bahnhof                                                | 313,4 | Eskişehir                                            | Eskişehir                                            |
| Abzweig geradeaus und von rechts                       |       | Industrieanschluss                                   | Industrieanschluss                                   |
| ehemaliger Bahnhof                                     | 317,7 | Tayyare                                              | Tayyare                                              |
| ehemaliger Bahnhof                                     | 322,6 | Hasanbey                                             | Hasanbey                                             |
| ehemaliger Dienststation / Betriebs- oder Güterbahnhof | 328,4 | Km 328+450                                           | Km 328+450                                           |
| ehemaliger Bahnhof                                     | 335,9 | Ağapınar                                             | Ağapınar                                             |
| ehemaliger Bahnhof                                     | 344,2 | Karahüyük                                            | Karahüyük                                            |
| Bahnhof                                                | 352,6 | Alpu                                                 | Alpu                                                 |
| ehemaliger Dienststation / Betriebs- oder Güterbahnhof | 358,9 | Km 358+900                                           | Km 358+900                                           |
| ehemaliger Bahnhof                                     | 365,3 | Cardakbaşı                                           | Cardakbaşı                                           |
| Bahnhof                                                | 374,6 | Beylikova                                            | Beylikova                                            |
| ehemaliger Bahnhof                                     | 381,5 | Emircik                                              | Emircik                                              |
| Bahnhof                                                | 390,9 | Yalınlı                                              | Yalınlı                                              |
| Bahnhof                                                | 405,8 | Yunusemre                                            | Yunusemre                                            |
| Bahnhof                                                | 418,6 | Sazak                                                | Sazak                                                |
| Bahnhof                                                | 432,3 | Biçer                                                | Biçer                                                |
| ehemaliger Bahnhof                                     | 452,8 | Sazılar                                              | Sazılar                                              |
| Bahnhof                                                | 467,1 | Beylikköprü                                          | Beylikköprü                                          |
| Bahnhof                                                | 474,4 | İğciler                                              | İğciler                                              |
| ehemaliger Dienststation / Betriebs- oder Güterbahnhof | 481,8 | 481+800                                              | 481+800                                              |
| Bahnhof                                                | 486,7 | Polatlı                                              | Polatlı                                              |
| Bahnhof                                                | 492,1 | Karapınar                                            | Karapınar                                            |
| Bahnhof                                                | 502,0 | Alikolan                                             | Alikolan                                             |
| Bahnhof                                                | 504,5 | Yenidoğan                                            | Yenidoğan                                            |
| Bahnhof                                                | 506,0 | Poyraz                                               | Poyraz                                               |
| Bahnhof                                                | 515,5 | Temelli                                              | Temelli                                              |
| Bahnhof                                                | 521,7 | Malıköy                                              | Malıköy                                              |
| Bahnhof                                                | 528,4 | Türkobaşı                                            | Türkobaşı                                            |
| Bahnhof                                                | 535,9 | Esenkent                                             | Esenkent                                             |
| Bahnhof                                                | 537,5 | Polatlar                                             | Polatlar                                             |
| Bahnhof                                                | 544,0 | Sazınarı                                             | Sazınarı                                             |
| Abzweig geradeaus und von links                        |       | von Ayaş                                             | von Ayaş                                             |
| Bahnhof                                                | 551,4 | Sincan                                               | Sincan                                               |
| Bahnhof                                                | 552,5 | Lale                                                 | Lale                                                 |
| Bahnhof                                                | 554,3 | Eryaman                                              | Eryaman                                              |
| Bahnhof                                                | 556,0 | Emirler                                              | Emirler                                              |
| Bahnhof                                                | 557,2 | Güneş                                                | Güneş                                                |
| Bahnhof                                                | 558,5 | Etimesgut                                            | Etimesgut                                            |
| Bahnhof                                                | 560,2 | Subayerveri                                          | Subayerveri                                          |
| Bahnhof                                                | 561,0 | Havadurağı                                           | Havadurağı                                           |
| Bahnhof                                                | 562,7 | Yıldırım                                             | Yıldırım                                             |
| Bahnhof                                                | 567,9 | Behiçbey                                             | Behiçbey                                             |
| Bahnhof                                                | 569,4 | Marşandiz                                            | Marşandiz                                            |
| Bahnhof                                                | 571,0 | Motor Fabrikası                                      | Motor Fabrikası                                      |
| Bahnhof                                                | 572,1 | Gazi                                                 | Gazi                                                 |
| Abzweig geradeaus und nach links                       |       |                                                      |                                                      |
| Bahnhof                                                | 573,1 | Gazi Mahallesi                                       | Gazi Mahallesi                                       |
| Bahnhof                                                | 574,8 | Hipodrom                                             | Hipodrom                                             |
| Bahnhof                                                | 576,6 | Ankara                                               | Ankara                                               |
| Strecke                                                |       | nach Kayseri                                         | nach Kayseri                                         |

| Strecke                                                                      |       | von Ankara                         | von Ankara                         |
| Bahnhof                                                                      | 0,0   | Eskişehir                          | Eskişehir                          |
| Abzweig geradeaus und nach links                                             |       | Industrieanschluss                 | Industrieanschluss                 |
| Abzweig geradeaus und nach rechts                                            |       | nach Istanbul-Haydarpaşa           | nach Istanbul-Haydarpaşa           |
| Bahnhof                                                                      | 1,3   | Enveriye Keilbahnhof               | Enveriye Keilbahnhof               |
| ehemaliger Bahnhof                                                           | 7,3   | Karacaşehir                        | Karacaşehir                        |
| Bahnhof                                                                      | 14,4  | Kızılınler                         | Kızılınler                         |
| Bahnhof                                                                      | 23,4  | Gökçekısık                         | Gökçekısık                         |
| ehemaliger Bahnhof                                                           | 27,8  | Tideposu                           | Tideposu                           |
| Bahnhof                                                                      | 35.6  | Porsuk                             | Porsuk                             |
| Bahnhof                                                                      | 45,2  | Sabuncupınar                       | Sabuncupınar                       |
| Bahnhof                                                                      | 54,5  | Uluköy                             | Uluköy                             |
| ehemaliger Bahnhof                                                           | 61,6  | Km 61+650                          | Km 61+650                          |
| Bahnhof                                                                      | 66,9  | Alayunt                            | Alayunt                            |
| Abzweig geradeaus, nach rechts und von rechts                                |       | von Izmir und Bandırma             | von Izmir und Bandırma             |
| Bahnhof                                                                      | 77,6  | Çubukiçi                           | Çubukiçi                           |
| Bahnhof                                                                      | 86,5  | Çöğürler                           | Çöğürler                           |
| Abzweig geradeaus und nach rechts                                            | 94,1  | Anschluss Zementfabrik Kızılcaören | Anschluss Zementfabrik Kızılcaören |
| Bahnhof                                                                      | 100,8 | Değiremenözü                       | Değiremenözü                       |
| Bahnhof                                                                      | 104,8 | Demirözü                           | Demirözü                           |
| Bahnhof                                                                      | 113,1 | Döğer                              | Döğer                              |
| ehemaliger Bahnhof                                                           | 117,4 | Legenköy                           | Legenköy                           |
| ehemaliger Bahnhof                                                           | 124,0 | Uçlerkayası                        | Uçlerkayası                        |
| Bahnhof                                                                      | 127,9 | İhsaniye                           | İhsaniye                           |
| ehemaliger Bahnhof                                                           | 133,0 | Akviran                            | Akviran                            |
| ehemaliger Bahnhof                                                           | 136,1 | Ablakaköy                          | Ablakaköy                          |
| Bahnhof                                                                      | 141,3 | Hamam                              | Hamam                              |
| ehemaliger Bahnhof                                                           | 145,0 | Gazlıgöl                           | Gazlıgöl                           |
| ehemaliger Bahnhof                                                           | 150,8 | Fethibey                           | Fethibey                           |
| ehemaliger Dienststation / Betriebs- oder Güterbahnhof                       | 159,4 | Km 159+400                         | Km 159+400                         |
| Abzweig geradeaus, nach rechts und von rechts                                |       | von Izmir                          | von Izmir                          |
| Bahnhof                                                                      | 161,2 | Afyon Ali Çetinkaya                | Afyon Ali Çetinkaya                |
| ehemaliger Dienststation / Betriebs- oder Güterbahnhof                       | 170,4 | Km 170+400                         | Km 170+400                         |
| Abzweig geradeaus und von rechts                                             | 178,5 | Anschluss Zementfabrik Işıklar     | Anschluss Zementfabrik Işıklar     |
| Bahnhof                                                                      | 180,7 | Büyükçobanlar                      | Büyükçobanlar                      |
| Bahnhof                                                                      | 207,5 | Çay                                | Çay                                |
| ehemaliger Dienststation / Betriebs- oder Güterbahnhof                       | 220,2 | Km 220+250                         | Km 220+250                         |
| Bahnhof                                                                      | 233,6 | Sultandağı                         | Sultandağı                         |
| Bahnhof                                                                      | 239,6 | Kavaklı                            | Kavaklı                            |
| Bahnhof                                                                      | 246,9 | Gölçayir                           | Gölçayir                           |
| Bahnhof                                                                      | 259,2 | Akşehir                            | Akşehir                            |
| ehemaliger Dienststation / Betriebs- oder Güterbahnhof                       | 270,9 | Km 270+900                         | Km 270+900                         |
| Bahnhof                                                                      | 277,6 | Gözpınarı                          | Gözpınarı                          |
| Bahnhof                                                                      | 286,9 | Argıthan                           | Argıthan                           |
| Bahnhof                                                                      | 291,6 | Resadiye                           | Resadiye                           |
| Bahnhof                                                                      | 303,2 | Çavuşcugöl                         | Çavuşcugöl                         |
| Bahnhof                                                                      | 316,9 | Ilgın                              | Ilgın                              |
| ehemaliger Bahnhof                                                           | 323,0 | Bulasan                            | Bulasan                            |
| Dienststation / Betriebs- oder Güterbahnhof                                  | 331,1 | Km 331+110                         | Km 331+110                         |
| Bahnhof                                                                      | 343,5 | Kadınhanı                          | Kadınhanı                          |
| ehemaliger Bahnhof                                                           | 352,7 | Karabüyüklü                        | Karabüyüklü                        |
| ehemaliger Bahnhof                                                           | 358,7 | Değimenli                          | Değimenli                          |
| Bahnhof                                                                      | 367,5 | Sarayönü                           | Sarayönü                           |
| Bahnhof                                                                      | 373,7 | Konar                              | Konar                              |
| Bahnhof                                                                      | 380,0 | Peçene                             | Peçene                             |
| Bahnhof                                                                      | 384,3 | Meydan                             | Meydan                             |
| Verschwenkung von links (Strecke außer Betrieb) · Verschwenkung von rechts   |       |                                    |                                    |
| Bahnhof (Strecke außer Betrieb) · Strecke                                    | 403,0 | Çalti Streckenverlegung            | Çalti Streckenverlegung            |
| Verschwenkung nach links (Strecke außer Betrieb) · Verschwenkung nach rechts |       |                                    |                                    |
| Bahnhof                                                                      | 404,5 | Pınarbaşı                          | Pınarbaşı                          |
| Bahnhof                                                                      | 416,7 | Horozluhan                         | Horozluhan                         |
| Abzweig geradeaus und nach rechts                                            |       | Anschluss Zementfabrik             | Anschluss Zementfabrik             |
| Abzweig geradeaus und von rechts                                             |       | Anschluss Konya Şeker Fabrikası    | Anschluss Konya Şeker Fabrikası    |
| Bahnhof                                                                      | 426,9 | Konya                              | Konya                              |
| Strecke                                                                      |       | Bagdadbahn                         | Bagdadbahn                         |

Die Anatolische Eisenbahn wurde durch die Anatolische Eisenbahngesellschaft – Société du Chemin de fer Ottoman d’Anatolie (CFOA) betrieben, einer Gründung unter der Führung der Deutschen Bank. Ihr erster Direktor war Otto von Kühlmann.

## Vorgeschichte und Finanzierung

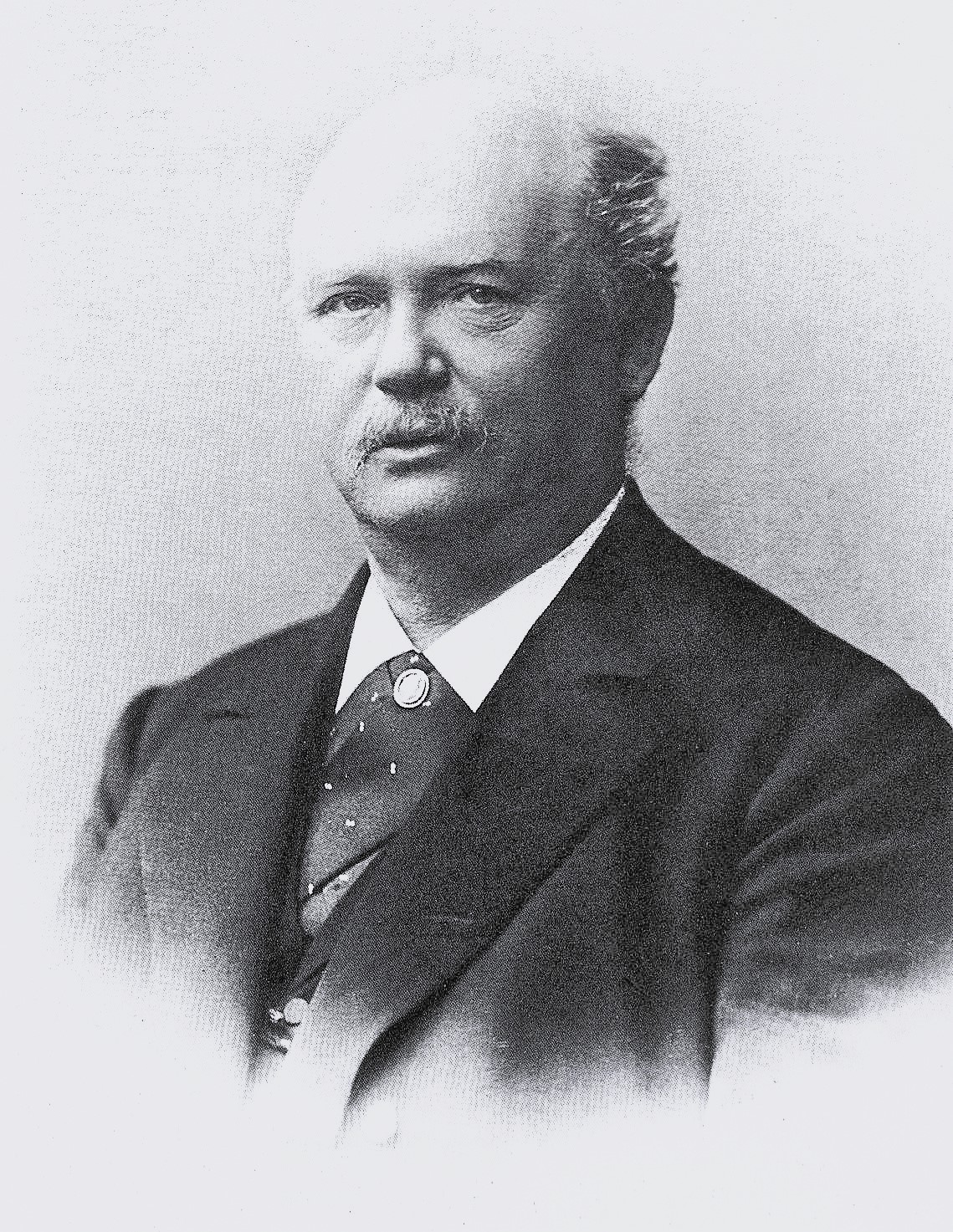
Georg von Siemens

Der entscheidende Anstoß für das Projekt kam vom Vorstandsmitglied der Württembergischen Vereinsbank, Alfred von Kaulla. Er hatte sich 1887 zu Verhandlungen über Waffengeschäfte nach Konstantinopel (seit 1930 Istanbul) begeben und kam mit dem Angebot der osmanischen Regierung zurück, die Konzession für die Anatolische Eisenbahn einem deutschen Finanzinstitut zu erteilen. Für die Württembergische Vereinsbank war das Projekt zu groß, und Kilian von Steiner, der im Aufsichtsrat der Deutschen Bank saß, verwies Kaulla an Georg von Siemens, den  Vorstandsvorsitzenden der Deutschen Bank. Dieser äußerte sich zunächst ablehnend, da er kurz zuvor schlechte Erfahrungen bei der Northern Pacific Railway gemacht hatte. Daneben fürchtete er diplomatische Verwicklungen mit konkurrierenden europäischen Mächten. Erst als die Hohe Pforte versprach, die Verzinsung des Kapitals zu garantieren, zeigte die Deutsche Bank größeres Interesse.
Georg von Siemens richtete am 15. August 1888 eine Anfrage an das Auswärtige Amt, um sich der Unterstützung der deutschen Regierung zu versichern. Die persönliche Antwort des Reichskanzlers Otto von Bismarck lautete:

„Das deutsche Kaiserreich hegt keine politischen Bedenken und ist bereit zu diplomatischer Unterstützung. [...] Die darin für deutsches Kapital liegenden Gefahren werden ausschließlich den Unternehmern zur Last fallen und werden die letzteren nicht darauf rechnen dürfen, daß das Deutsche Reich sie gegen die mit gewagten Unternehmungen im Auslande verbundenen Wechselfälle sicherstellen werde.“

Alfred von Kaulla reiste noch am Tag darauf nach Konstantinopel und erhielt am 4. Oktober 1888 als Vertreter eines Finanzkonsortiums unter Führung der Deutschen Bank die Konzession für Bau und Betrieb der Anatolischen Eisenbahn. Zuvor hatte der deutsche Botschafter in Konstantinopel, Joseph Maria von Radowitz, durch Gespräche mit seinen englischen und italienischen Kollegen das Projekt diplomatisch abgesichert.
Aus Furcht vor politischen Eingriffen durch konkurrierende Mächte versuchte Georg von Siemens von Anfang an, die Anatolische Eisenbahn auf eine internationale Grundlage zu stellen. Er bot daher den führenden britischen Bankhäusern eine Beteiligung an. Doch obwohl die Hohe Pforte den Investoren für Amortisation und Verzinsung des Kapitals eine feste Summe pro fertiggestelltem Kilometer zusicherte, erhielt Siemens aus Großbritannien nur Absagen. Schlussendlich beteiligten sich nur deutsche Institute an dem Konsortium der Anatolischen Eisenbahn: Neben der Deutschen Bank, die die Federführung behielt, waren die Württembergische Vereinsbank, die Berliner Handels-Gesellschaft, die Deutsche Vereinsbank sowie die Privatbanken Robert Warschauer & Co. und Jacob S.H. Stern im Konsortium vertreten.

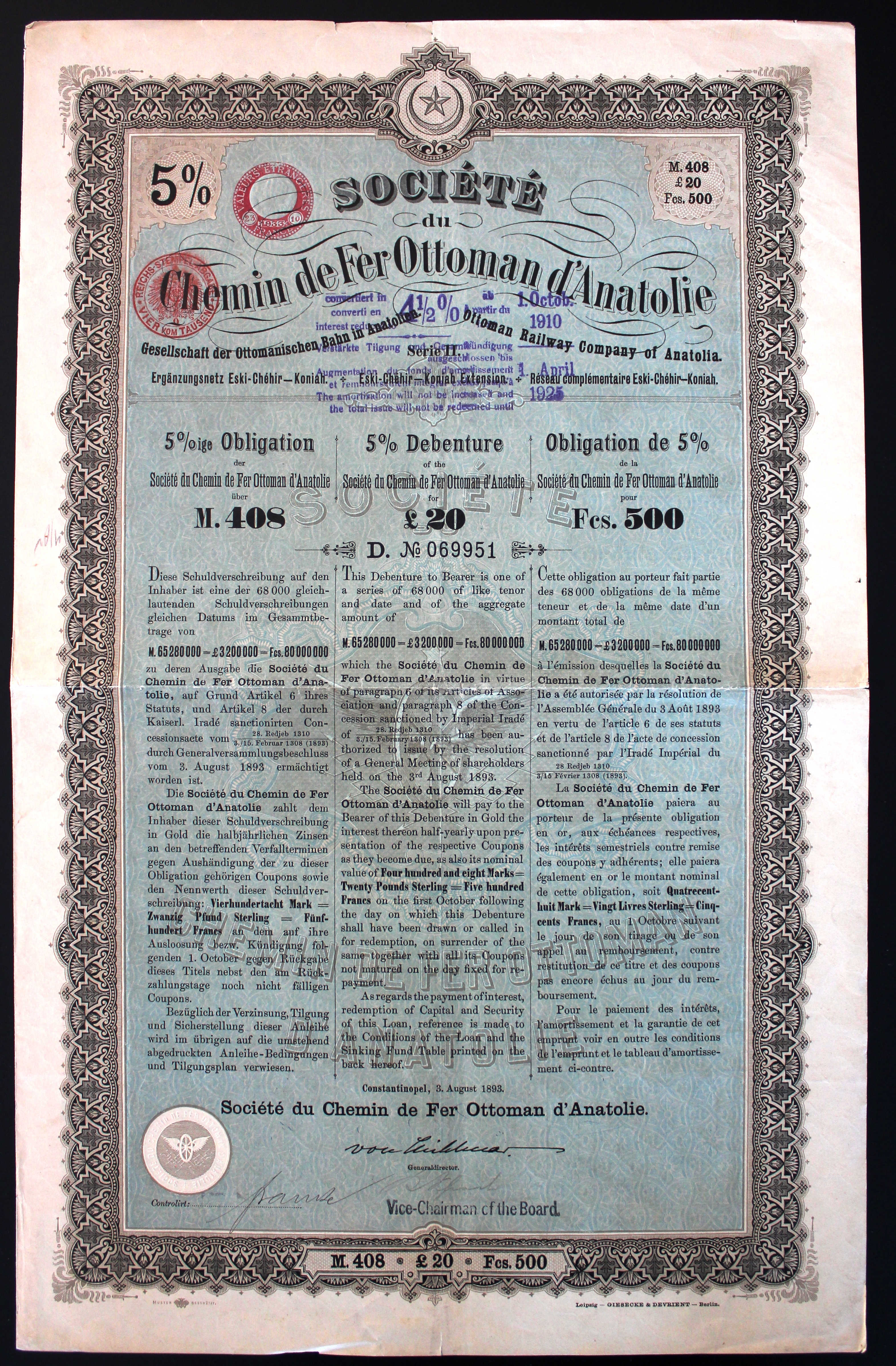
5%-Obligation der Soc. du Chemin de Fer Ottoman d'Anatolie vom 3. August 1893 zur Finanzierung der Strecke von Eskişehir nach Konya

Ein erstes Stück der Bahn, von Konstantinopel nach Izmit, das das Osmanische Reich als Staatsbahn errichtet hatte, wurde von der Deutschen Bank für 6 Mio. Francs erworben. Dieser Torso war schon nach 91 km aufgrund mangelnder Ressourcen des Osmanischen Reichs stecken geblieben. Diese Strecke, in 1000-mm-Spur (Meterspur), diente als Ausgangspunkt für die erste Fernbahn in Anatolien und wurde dazu auf Normalspur umgespurt. Bau und Betrieb führte die Deutsch-Anatolische Eisenbahngesellschaft (Société du Chemin de Fer Ottoman d’Anatolie, SCFOA), die 1889 gegründet wurde.
Materialien für den Bau der Strecke wurden komplett aus Deutschland geliefert. Die Bauarbeiten wurden von der Frankfurter Firma Philipp Holzmann durchgeführt, die 1905 den Ausgangsbahnhof Haydarpaşa errichtete. Weitere Großaufträge gingen an den Stahlkonzern Friedrich Krupp AG für die Fabrikation der Schienen, die Münchner Lokomotivfabrik Krauss & Comp. und J.A. Maffei, die Hannoversche Maschinenbau AG, die Maschinenfabrik Esslingen, Borsig, Cail und Henschel für die Lokomotiven.

1890 hielt Georg von Siemens im Deutschen Reichstag anlässlich der Debatte über die bevorstehende Unterzeichnung des Freundschafts-, Handels- und Schifffahrtsabkommens mit dem Osmanischen Reich eine Rede und plädierte entschieden für dessen Unterzeichnung: 

„Das Resultat der neuen Konstruktionen [gemeint ist die Anatolische Eisenbahn], die in den letzten Jahren der Arbeitsart des deutschen Kapitals gegeben sind, hat eine sehr starke oder verhältnismäßig starke Beschäftigung unserer Industrie in der Gegenwart zur Folge gehabt. Durch die Unterzeichnung des Vertrages wird das Deutsche Reich sich starke Sympathien im Orient gewinnen. […] Das Deutsche Reich und unsere deutsche Nation hat im Orient nichts zu erobern und nichts zu wünschen; wir haben nur ein Interesse an der Stabilisierung der dortigen Verhältnisse.“

Die alldeutsche Presse jubelte im selben Jahr: „Also Volldampf vorwärts nach Euphrat und Tigris und nach dem persischen Meer und damit der Landweg nach Indien wieder in die Hände, in die er allein gehört, in die kampf- und arbeitsfreudigen deutschen Hände.“
Die Sozialdemokratie stimmte in das Loblied auf die Anatolische Bahn mit ein. Sie unterstrich in klarer Opposition zu den wirtschaftsliberalen Ansichten Georg von Siemens’ ebenso wie die Alldeutschen die weltpolitische Bedeutung: „Wir Sozialdemokraten sind nun wirklich die letzten, die die große kulturelle Bedeutung dieser Bahn verkennen würden.“

## Tätigkeit

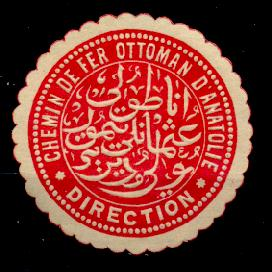
Siegel der Direktion der Anatolischen Eisenbahn

Als Ausgangsbasis übernahm die Anatolische Eisenbahn die Bahnstrecke Konstantinopel – İzmit vom osmanischen Staat, die dieser in Spurweite 1100 mm errichtet hatte, und spurte sie auf Normalspur um. Der Streckenast nach Ankara wurde am 31. Dezember 1892 eröffnet (486 km), der nach Konya am 29. Juli 1896 (445 km). Die Verzweigung erfolgte in Eskişehir. Der Ast nach Konya diente schließlich ab 1903 als Ausgangspunkt der Bagdadbahn.
Nach der Eröffnung verschiedener Nebenstrecken wurde der Bahnbau der Anatolischen Eisenbahn 1899 mit 1032,2 km beendet. 1910 übernahm sie noch die Strecke Mersin – Adana, damals, vor Fertigstellung der Taurusquerung durch die Bagdadbahn, noch ein Inselbetrieb.
Strecken und ihre Eröffnung:
| Strecke                    | Länge (km) | Eröffnungsdatum   | Anmerkung                                              |  |
| -------------------------- | ---------- | ----------------- | ------------------------------------------------------ |  |
| Istanbul – İzmit           | 91         | 1. August 1873    | Am 4. Oktober 1888 von der CFOA übernommen             |  |
| İzmit – Eskişehir – Ankara | 486        | 31. Dezember 1892 | Der Abschnitt Istanbul-Ankara ist heute elektrifiziert |  |
| Eskişehir – Konya          | 445        | 29. Juli 1896     |                                                        |  |
| Alayunt – Kütahya          | 10         | 1896              |                                                        |  |
| Arifiye – Adapazarı        | 8,5        | 1899              |                                                        |  |
| Mersin – Adana             | 67         | 2. August 1886    | Übernahme durch die CFOA zum 31. Mai 1910              |  |

Am 23. November 1907 schloss die osmanische Regierung und die CFOA einen Vertrag über die Bewässerung der Konya-Ebene, die zur „Kornkammer Anatoliens“ werden sollte.
1906 wurde Karl Helfferich, ein Schwiegersohn von Georg von Siemens, Direktor der Anatolischen Eisenbahn.

## Erster Weltkrieg und Folgen

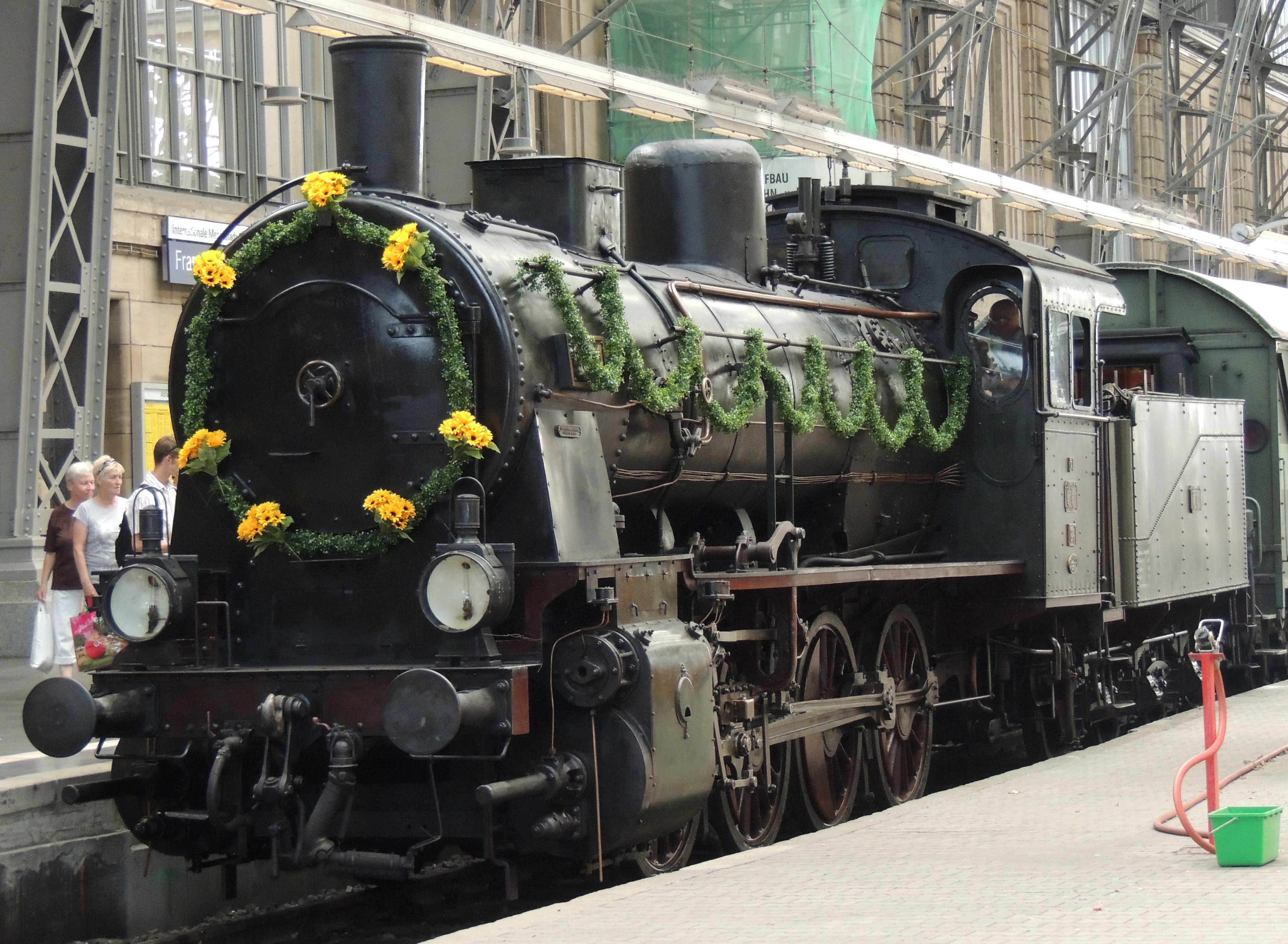
Preußische G 8 gebaut 1913 von Hanomag, 1917 zum Bau der Bagdadbahn von den Preußischen Staatseisenbahnen an die Anatolische Eisenbahn abgegeben

Im Ersten Weltkrieg ist die CFOA zusammen mit der Bagdadbahn Bestandteil der einzigen effektiven Verbindung in die südöstlichen Reichsteile. Auf dieser Verbindung wurden 1915 Armenier im Zuge des Völkermords in Viehwagen deportiert.
Nach der Niederlage des Osmanischen Reichs im Ersten Weltkrieg wurde ein erheblicher Teil des späteren Staatsgebiets der Türkei durch alliierte Truppen besetzt. 1920 übernahm die kemalistische Regierung 926 km CFOA-Strecke von der britischen Militärverwaltung und stellte sie unter staatliche Verwaltung.
Nach Gründung der Türkischen Republik 1923 war ein Ziel der Eisenbahnpolitik, die Bahnen in ausländischem Eigentum in eine türkische Staatsbahn zu überführen. Das Gesetz Nr. 506 vom 22. April 1924 beschloss so folgerichtig den Ankauf der Anatolischen Eisenbahn durch die Türkische Republik. Mit einem weiteren Gesetz vom 24. Mai 1924 wurde die CFOA einer türkischen Generaldirektion unterstellt, der Anadolu-Bağdad Demiryolları, Vorgängerorganisation der Türkiye Cumhuriyeti Devlet Demiryolları (TCDD), der heute noch existierenden türkischen Staatsbahn.

## Betrieb
Gegenwärtig werden die Strecken von Istanbul nach Ankara und Konya von der TCDD, der Türkischen Staatsbahn, betrieben.
Die Strecke Istanbul – Ankara ist mit Wechselstrom (25 kV, 50 Hz) elektrifiziert und überwiegend eingleisig ausgebaut. Im Abschnitt Haydarpaşa bis Arifiye ist die Strecke zweigleisig und wird bis İzmit zudem von der Istanbuler S-Bahn benutzt. Ein weiterer zweigleisiger Abschnitt reicht von Inönü über Eskişehir bis Hasanbey. Kurz vor Ankara in Sincan beginnt der Vorortverkehr von Ankara, so dass die Strecke hier wieder zweigleisig ausgebaut ist.
Der Abschnitt Eskişehir – Konya ist eingleisig und wird im Dieselbetrieb befahren. Hier verkehrt der Taurus-Express, der über Konya hinaus auf der Bagdadbahn zuletzt bis Gaziantep fuhr und früher Kurswagen nach Aleppo führte.

## Hochgeschwindigkeitsverkehr
In der Türkei sollen mehrere Hochgeschwindigkeitsstrecken entstehen. Die Strecken Ankara – Istanbul und Ankara – Konya gehören zu den ersten Vorhaben.
In der Relation Ankara – Istanbul wurde am 13. März 2009 ein erstes Teilstück zwischen Esenkent und Eskişehir mit einer zulässigen Höchstgeschwindigkeit von bis zu 250 km/h eröffnet.
Zwischen Ankara und Konya wurde ebenfalls eine Hochgeschwindigkeitsstrecke gebaut. Sie zweigt in Polatlı von der bestehenden Strecke ab. Die Länge der Bahnfahrt zwischen Ankara und Konya reduzierte sich von 687 km auf 306 km und von 10½ auf weniger als zwei Stunden.

## Marmaray
In Istanbul wird sich die Marmaray-Bosporusunterquerung anschließen, die den europäischen und den asiatischen Teil der Türkei miteinander verbindet. Auf der asiatischen Seite wird diese Strecke nach einem Halt am unterirdischen Bahnhof in Üsküdar bei Söğütlüçeşme auf die bestehende Strecke der Anatolischen Eisenbahn treffen.